# Aeroporto Internacional de Bandar Abbas

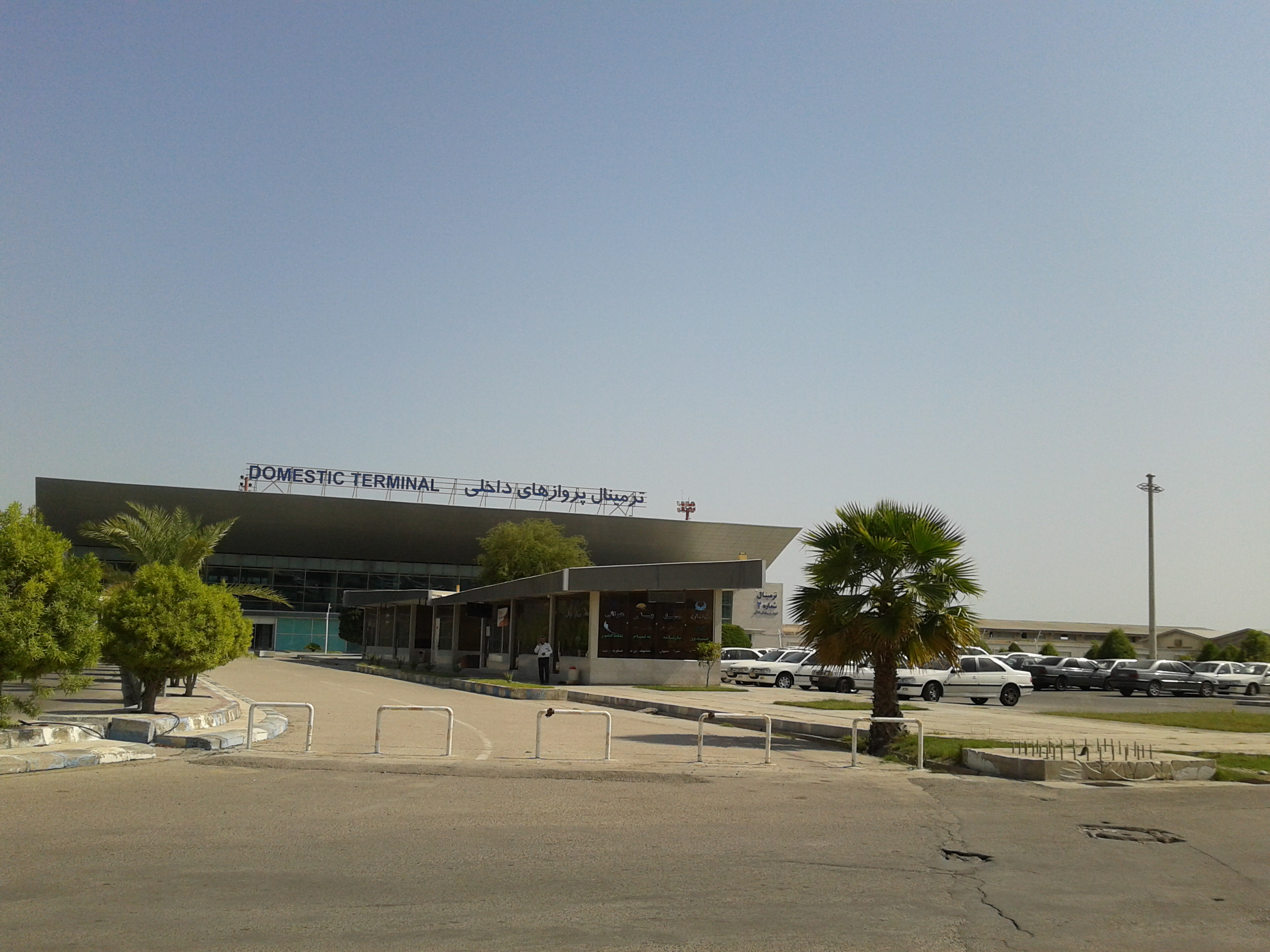
Entrada do Aeroporto Internacional de Bandar Abbas

O Aeroporto Internacional de Bandar Abbas é um aeroporto localizado na cidade de Bandar Abbas, capital da província de Hormozgan, no Irã.

## Linhas aéreas e destinos
- Aria Air (Kish, Dubai)
- Ata Airlines (Teerã-Mehrabad)
- Fars Air Qeshm (Teerã-Mehrabad, Dubai)
- Hesa Airlines (Isfahan, Kerman, Ilha Kish, Teerã-Mehrabad)
- Iran Air (Ahwaz, Chabahar, Isfahan, Sary, Shiraz, Tabriz, Teerã-Mehrabad, Yazd, Dubai)
- Iran Air Tours (Isfahan, Mashhad, Shiraz, Teerã-Mehrabad, Bagdá)
- Iran Aseman Airlines (Isfahan, Mashhad, Noshahr, Rasht, Shiraz, Tehran-Mehrabad, Yazd, Doha, Dubai)
- Naft Air Lines (Ahwaz)
- Kish Air (Abumusa, Ilha Kish, Dubai)
- Mahan Air (Mashhad, Teerã-Mehrabad)
- Saudia (Sazonal: Jidá, Medina)
- Taban Air (Mashhad, Teerã-Mehrabad, Bagdá)
- Zagros Air (Mashhad)

## Incidentes
- O voo 655 da Iran Air decolou de Bandar Abbas em 3 de julho de 1988, e foi derrubado pela Marinha dos EUA, causando a morte de todas as 290 pessoas a bordo.
- Em 26 de dezembro de 2005, um avião da Força Aérea Iraniana colidiu com um prédio de dez andares no centro de Teerã, depois de sua decolagem no aeroporto da capital iraniana. O avião estava com problemas no motor, tentando retornar ao aeroporto, quando ele caiu, matando 128 pessoas (10 tripulantes, 84 passageiros, e 34 pessoas no prédio, sendo muitas destas crianças). O voo ia para Bandar Abbas.
- Um voo regular da Iran Air Tours, partindo de Bandar Abbas para Mashhad em 1 de setembro de 2006, caiu, após uma falha no pouso em Mashhad, matando 28 das 148 a bordo (137 passageiros e 11 tripulantes).